# ブラッドフォード (イングランド)

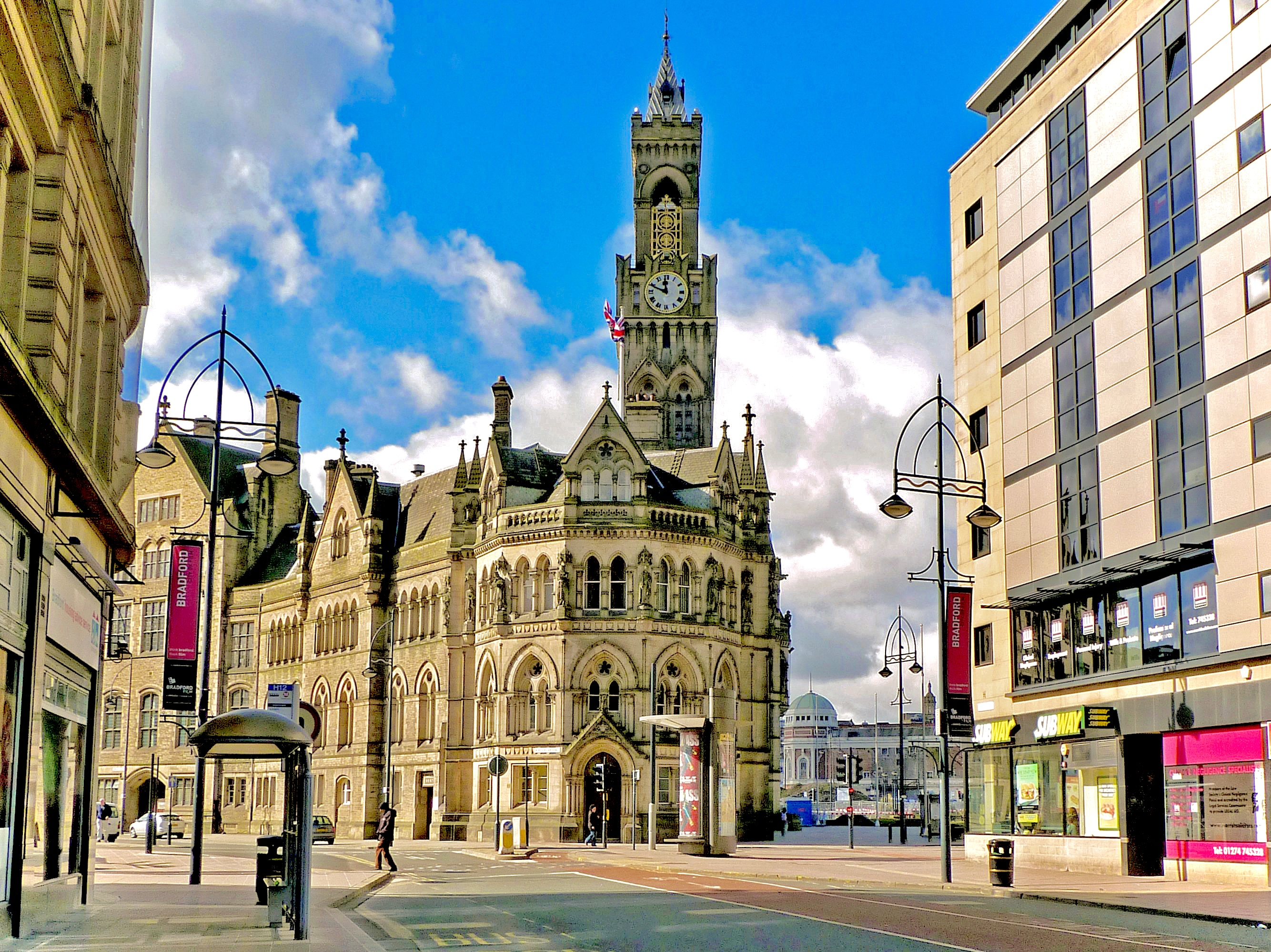
ブラッドフォード市庁舎

ブラッドフォード（Bradford）は、イングランド北部・ウェスト・ヨークシャー州にあるシティ・オブ・ブラッドフォードの中心エリア。人口は2018年時点で約54万人。イギリスではマンチェスターに次ぐ、第7番目の都市人口規模である。

## 概要
19世紀、産業革命での工場や繊維産業の中心地としてブラッドフォードは繁栄した。特にヴィクトリア時代に、近隣の土地から産出した石灰岩による多くの美しい建物群が建造された。街には、第一級指定建築物の市庁舎 (Bradford City Hall)やブラッドフォード大聖堂 (Bradford Cathedral) その上5,800棟の指定建造物である。
アジア系住民（特にパキスタン出身者）が多いが、これは繊維産業に従事するため第二次世界大戦後に移住してきたものである。

## 歴史

### 沿革
- 1897年 市制施行
- 1974年 キースレー、シプリーの2つの町を併合し特別市に移行
- 1989年1月14日　8000人規模の悪魔の詩焚書運動が起きた。

## 対外関係

### 姉妹都市･提携都市
- スコピエ（北マケドニア共和国）
- ヴェルヴィエ（ベルギー王国）
- ハム（ドイツ連邦共和国）
- メンヒェングラートバッハ（ドイツ連邦共和国）
- ゴールウェイ（アイルランド共和国）
- ルーベ（フランス共和国）
- ミールプル（英語版）（パキスタン・イスラム共和国）

## 経済
羊毛製品の取引が盛んである。

## 教育

### 大学
- 主な大学はブラッドフォード大学

## 交通

### 空港
リーズ・ブラッドフォード空港 (Leeds Bradford Airport) は、ブラッドフォードの中心部から約9.7km離れたエイドンにある国際空港。

## 観光

### 観光スポット
主な観光地
- ブラッドフォードはイングランドでは「カレーの中心地(Curry Captial of Britain)」として知られている。
- シティ・オブ・ブラッドフォード、シティかつ大都市バラには、ソルテア ヴィクトリア時代のモデル・ヴィレッジ (model village) である。この町はユネスコの世界遺産登録物件であると同時にヨーロッパ産業遺産の道のアンカーポイントの一つでもある。

## スポーツ
ブラッドフォードには長いスポーツの伝統がある。ブラッドフォード・ブルズは世界で最も成功したラグビーリーグクラブの1つであり、これまでにワールドクラブチャレンジで優勝して世界一に3回、ラグビーフットボールリーグ・チャンピオンシップ（1部リーグ）で7回優勝している。ブラッドフォードには数多くのラグビーユニオンクラブもある（ブラッドフォード・セイラム、Wibsey RFCなど）。

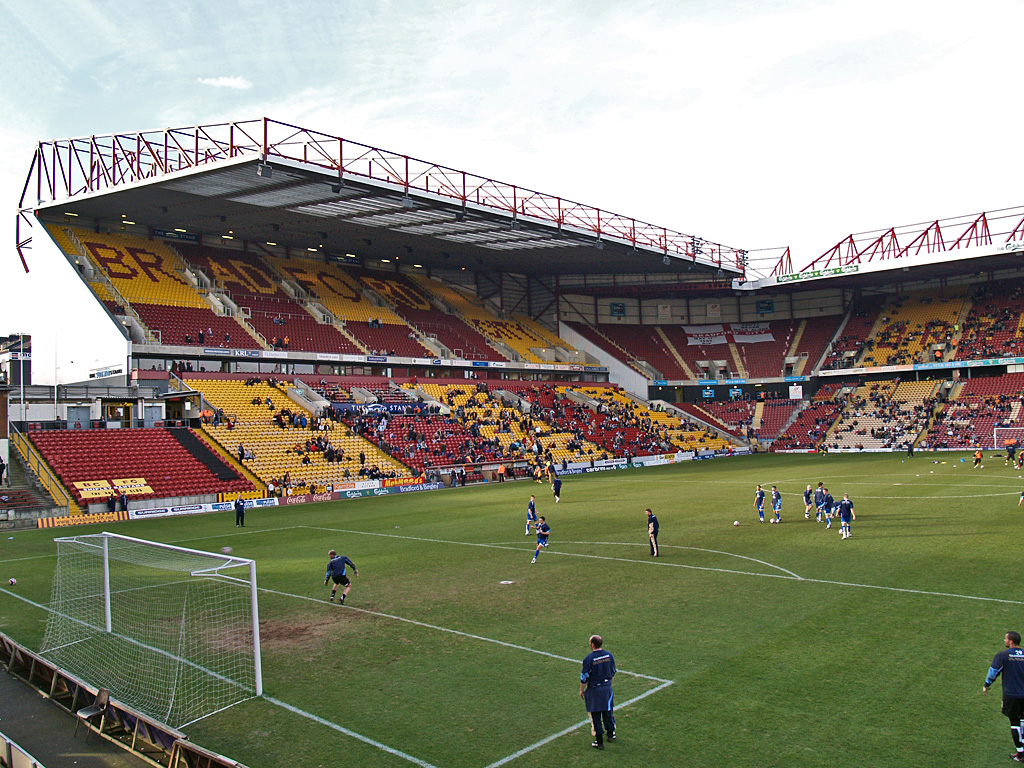
ブラッドフォード・シティのバレー・パレードサッカースタジアム

1903年、ブラッドフォード・シティAFCはブラッドフォード・オブサーバー紙編集補佐のジェームズ・ワイトの呼びかけで集まったイングランドサッカー協会の代表者とラグビーリーグのクラブであったマニンガムFCの役員との間で行われた一連の会合によって設立された。当時、ラグビーリーグの人気が支配的であったウェスト・ライディングにおいて、フットボールリーグはこの新クラブ設立をサッカーを振興する好機としてとらえ、ドンカスター・ローヴァーズFCに代わって2部リーグへの加入を認めた。その4日後に行われた第23回年次会合において、マニンガムFCはラグビーリーグからサッカーのクラブへ改組することを決め、ブラッドフォード・シティAFCがマニンガムFCのクラブカラー（クラレットおよび琥珀色）と本拠地であるバレー・パレードを受け継ぐこととなった。現在はEFLリーグ2（4部）でプレーしている。2つ目のサッカークラブ、ブラッドフォード（パーク・アベニュー）AFCは1970年に降格するまでフットボールリーグでプレーし、1974年に清算手続き入った。現在はEFLリーグ2(4部)に所属している。
ブラッドフォード・ドラゴンズはブラッドフォードのバスケットボールボールチームで、ナショナルバスケットボールリーグのディビジョン1（2部）でプレーしている。

## 出身･関連著名人
- ティモシー・ウェスト - 俳優
- デイヴィッド・ホックニー - 画家
- J・B・プリーストリー - 著作家、劇作家
- ゼイン・マリク - ワン・ダイレクションの歌手
- ケイティ・オーメロッド - スノーボード選手[3]